# АОПА-Россия
АОПА-Россия (полное название — Межрегиональная общественная организация пилотов и граждан-владельцев воздушных судов, другие названия: РАОПА, AOPA Russia) — российская общественная организация, защищающая интересы частных пилотов и занимающаяся совершенствованием авиационного законодательства России, а также популяризацией авиации общего назначения.

## История
Датой официальной регистрации организации в Минюсте является 1 апреля 1998 года. Инициатором создания АОПА-Россия стал Леонид Кошелев. Идея о создании появилась у него после знакомства с представителями зарубежной АОПА. Леонид стал первым руководителем АОПА-Россия,, и занимал эту должность до осени 2010 года. В настоящий момент Леонид Кошелев является членом правления АОПА и состоит в комитете АОПА по международному авиатуризму.

## Структура
Организацией управляет выборный орган — правление. По состоянию на 2017 год в него входят Тюрин В. В., Михайлов А. С., Аганбегян Р. А., Курылев А. С., Евдокимов А. Ю., Кабанов Е. А., Жаднов И. В., Пегов Д. В. и Кошелев Л. Е. Директор — Иванов А. Д. Все члены правления, а также работники организации являются действующими частными пилотами. Главный штурман АОПА — Иващенко И. И.
Пресс-служба
В 2017 году сформировано отдельное подразделение, ориентированное на работу с прессой и оказывающую информационную поддержку другому подразделению АОПА России — ВПСО Ангел. Руководитель пресс-службы Воробьева Ирина.
Отчетно-перевыборные конференции проводятся каждый год осенью и проходят с приглашением частных пилотов и активистов малой авиации со всей страны, а также представителей профильных министерств и ведомств,,. Данные конференции ежегодно проходили на аэродроме Волжанка Тверской области, а с 2016 года их проведение перенесено в Подмосковье. Очередная конференция прошла 28 октября 2017 года. Ее посетило более 100 человек.

## Деятельность
Организация специализируется на том, чтобы полеты авиации общего назначения были более простыми, доступными и безопасными, а владение воздушным судном было менее расходным и излишне усложненным.
При необходимости помощь оказывается представителям другого вида авиации — государственной, а также коммерческим и линейным пилотам.
АОПА активно участвует в подготовке проектов правовых актов федеральных органов исполнительной власти. Участвует в решении проблем, связанных с процедурами получения свидетельств летной годности ВС, свидетельств пилотов, а также и других насущных проблем в области авиации общего назначения.
Участвует в оптимизации и отмене запретных зон и зон ограничения полетов, утверждаемых соответствующими приказами Минтранса России.

### Юридическая помощь
Основными проектами, коснувшимися наибольшее количество пилотов, или ставшие известными, благодаря СМИ являются следующие:
- Обжалование приказов Росавиации № 809 от 10.12.2014 и № 74 от 20.02.2015 о лишении пилотских свидетельств.
- Уголовное дело ишимских «угонщиков», в котором двух частных пилотов обвиняли в угоне Як-52 из Ишима.
- Судебное дело (в процессе) по поводу глобальных ограничений полетов АОН в период проведения Кубка Конфедераций FIFA 2017[7].

Юридическая поддержка оказывается вне зависимости, является ли гражданин членом организации.

### Поддержка перелетов и рекордных попыток
Рекордные и кругосветные перелеты, а также значительные перелеты по России осуществляются при поддержке АОПА Россия.
Некоторые мероприятия, осуществленные при поддержке АОПА
- 2017 год — Мировой рекорд по длительности нахождения в воздухе свободного аэростата (И. Меняйло, Ф. Конюхов)
- 2016 год — Одиночный перелет на сверхлегком самолете на о. Диксон (В. Михайлов)[8]
- 2015 год — Установление рекорда Гиннесса на самую большую вертолётную формацию в мире.
- 2014 год — Вертолетный перелёт Москва — Новая Зеландия с возвращением обратно (Е. Кабанов, И. Рудой, А. Курылев, А. Мурашев)
- 2013 год — Первый в отечественной истории кругосветный перелет на вертолетах (М. Фарих, Д. Ракитский, А. Курылев, В. Мельников)
- 2012 год — АЛСИБ для малой авиации — перелет на Cessna-152 с Камчатки в Москву (А. Иванов, О. Нехорошев)

Одним из подразделений АОПА является комитет по авиационному туризму, который занимается обеспечением полетов иностранных туристов в России. В неё входят Евгений Кабанов и Леонид Кошелев. По состоянию на текущий момент вопрос полёта иностранного воздушного судна АОН является очень непростым и требует большого количества согласований. Успешные проекты 2017 года:
- Мемориальное ралли Ганса Гутмана (Memorial Rally Flight Hans Gutmann)
- 14 ВС из Германии в рамках перелета дружбы, посетившие Калининград[10]
- RV-8 F-PMHJ — Южная Корея — Владивосток — Хабаровск — Магадан — Анадырь — США

### Лекции и семинары
Регулярно проводятся лекции по воздушному законодательству, безопасности полётов, оказанию первой помощи, а также другие мероприятия образовательного характера полезные для пилотов. Проводятся собственными силами или с привлечением ведущих российских и иностранных специалистов.

## Проекты и сервисы АОПА
АОПА-Россия разработала и поддерживает ряд постоянно действующих проектов, а также онлайн-сервисы.

### ВПСО Ангел — angel.aopa.ru
Вместе с вертолётным клубом Хелипорт и Лиза Алерт в 2015 году организован добровольный вертолётный спасательный центр ВПСО Ангел (первые полеты АОН на ПСР (поисково-спасательные работы) состоялись в октябре 2013), который совместно с МЧС и полицией производит поиск заблудившихся в лесу людей. За время с момента начала работы частными пилотами найдено более 300 человек.
Ангел камера
Бесплатное приложение для мобильных устройств под управлением iOS и Android, позволяющее быстро и прямо с борта воздушного судна отправить информацию об обнаруженной с воздуха чрезвычайной ситуации (лесные пожары, неконтролируемый пал травы, возгорание торфянников). Фотография вместе с метаданными (координаты, время, курс, контактные данные) отправляются оператору, который анализирует их и самостоятельно обращается в соответствующий региональный центр МЧС.

### АОПА Трекер
Бесплатный онлайн-сервис использующий эвристический анализ данных со спутниковых трекеров (SPOT, inReach, RockSTAR), установленных на борту ВС. Сервис отслеживает начало полёта и его прохождение, если наступает состояние тревоги (перестают поступать координаты, или наоборот будут приходить с одного места), оповещаются родственники и друзья пилота, которые должны проверить сигнал и снять состояние тревоги или наоборот инициировать начало ПСР (поисково-спасательные работы).
Во время своих мероприятий и на своих ресурсах АОПА активно пропагандирует использование таких устройств всеми пилотами. В том числе пилотов государственной авиации.

### Сборник авиационного законодательства
Ежегодно (или чаще) выполняется компиляция актуального состояния нормативно-правовой базы, касающейся АОН, которая издается и распространяется в бумажном и электронном виде (до 2017 года — бесплатно).

### Информационный бюллетень
С 2010 по 2015 годы издавался бесплатный ежемесячный электронный информационный бюллетень «АОПА-Россия».

### Структура воздушного пространства России
В электронном виде в полуавтоматическом режиме формируется структура воздушного пространства, просматривать которую возможно посредством программы Google Earth (потребуется скачать KMZ-файл с сайта AOPA.RU), веб-сервиса летного планирования www.fpln.ru, а также прочих сервисов. Помимо границ зон и районов различных типов, в структуре содержатся аэродромы, а также информация о НОТАМ и сроках их действия. Информация по НОТАМ в автоматическом режиме получается с сайта ЦАИ ГА, структура формируется на базе приказов Минтранса. До появления подобной функциональности на федеральном портале IVPRF.ru это был единственный способ визуализации структуры воздушного пространства и действующих ограничений.

### Карта аэродромов —maps.aopa.ru
Публичный веб-сервис устроенный по принципу Википедии, но с премодерацией изменений, осуществляемых специалистом, а также требующий регистрации. Представляет собой базу данных по аэродромам и вертодромам (в том числе недействующим) России и ряда граничащих с Россией стран. В ряде случаев является единственным источником информации по аэродромам России, поскольку национальный сборник AIP содержит только крупные аэродромы или аэродромы, чьи АНПП (аэронавигационные паспорта) соответствуют ряду формальных требований (координаты в формате ПЗ-90.02 и пр.). Информация из сервиса используется в собственных проектах АОПА (структура ВП в первую очередь), так и сторонними сервисами — www.fpln.ru, содержится в прошивках для авиационных Garmin (провайдер Briefing+), а также программами AirnavPro, FlightPro и другими. Информация доступна всем желающим для выгрузки, использования и анализа.

## Членство
Членство в АОПА платное, имеется несколько вариантов, один из которых бессрочный. В 2016 году размер взноса был увеличен. По состоянию на 2017 год, активными членами имеющими оплаченное членство, являются более 600 человек.

## Финансирование
Основную часть бюджета составляют добровольные пожертвования, второй большой источник — членские взносы.

## Награды
В 2015 году при активном участии Михаила Фариха АОПА учредила премию «Наши крылья», в том же году прошло первое награждение ей. В 2016 и 2017 годах награждения премией не производилось.

## Региональные отделения
По состоянию на 2017 год имеется 7 активных отделений: Москва, Московская область, Новосибирск, Омск, Хабаровск, Пятигорск, Мурманск.

## Сотрудничество и членство в профильных организациях
АОПА Россия ведет активную работу с профильными организациями, её представители работают в различных комиссиях и прочих инициативах, затрагивающих напрямую или косвенно АОН.
Представитель АОПА вводится в состав комиссии МАК, расследующей авиационные происшествия с воздушными судами АОН на территории России.
Члены правления АОПА входят в состав Комиссии при Президенте РФ по развитию Авиации Общего Назначения (Тюрин В. В. и Аганбегян В. А.)
На правах национального отделения руководство АОПА Россия участвует в работе и встречах международной организации IAOPA.
Организации, в работе которых принимают участие представители АОПА
- Рабочая группа по АОН при ФГУП по ОрВД (Тюрин В. В., Кабанов Е. А.)
- Совет потребителей по вопросам деятельности ФГУП «Госкорпорация по ОрВД» (Тюрин В. В.)[15]
- Общественный совет при ФАВТ (Тюрин В. В.)
- Координационный совет по развитию малого и среднего предпринимательства в сфере транспорта при Минтранса (Л. Е. Кошелев)
- Комитет АЭВТ по аэронавигационному обслуживанию (Тюрин В. В.)[16]
- Рабочая группа по переходу Российской Федерации на использование при выполнении полетов давления, приведенного к уровню моря (QNH) (Тюрин В. В.)